# Majwanaadipitse
Majwanaadipitse est une ville du Botswana.